# گروشکا دوژا
گروشکا دوژا (به لهستانی:  Gruszka Duża) یک روستا در لهستان است که در گمینا نگلیش واقع شده‌است.